# Bolivia Gaytán
Bolivia Gaytán Estrada (Ciudad Juárez, 3 agosto 1969) è un'ex cestista messicana.

## Carriera
Con il Messico ha preso parte ai Campionati americani del 1993.